# يوسف تكين
يوسف تكين (بالتركية: Yusuf Tekin)‏؛ (من مواليد 3 أغسطس 1970) هو بيروقراطي وسياسي تركي. وهو وزير التربية الوطنية في الحكومة التركية السابعة والستين.

## النشأة والتعليم
ولد في تورتوم بأرضروم عام 1970. أكمل تعليمه الابتدائي والثانوي في ريزا، وتخرج من كلية العلوم السياسية بجامعة أنقرة عام 1994، وبدأ حياته المهنية في نفس العام كمساعد باحث في جامعة سيفاس جمهورييت، كلية الاقتصاد والعلوم الإدارية.
تم تعيين تكين، الذي حصل على درجة الماجستير في العلوم السياسية والاجتماعية عام 1997 والدكتوراه عام 2002، كعضو هيئة تدريس في جامعة توكات غازي عثمان باشا، كلية الاقتصاد والعلوم الإدارية. أصبح تكين، الذي عمل أستاذا مساعدا حتى عام 2007، أستاذا مشاركا في مجال السياسة والعلوم الاجتماعية في نفس العام. بعد أن عمل في جامعة توكات غازي عثمان باشا حتى عام 2009، تم تعيينه في كلية العلوم الأمنية بأكاديمية الشرطة.
خلال مسيرته الأكاديمية، شغل أيضًا مناصب إدارية مثل رئيس قسم، ونائب العميد، وعضو مجلس إدارة الجامعة، وعضو مجلس إدارة الكلية والمعهد.
تم تنصيب تكين وكيلاً لوزارة التربية الوطنية في عام 2013 وشغل منصب رئيس مجلس أمناء جامعة ماناس القرغيزية التركية بين عامي 2015 و2018.
تم تعيين تكين، الذي عاد إلى التدريس بعد إلغاء منصب وكيل الوزارة مع النظام الحكومي الجديد، أستاذاً في جامعة يلدرم بيازيد، كلية العلوم السياسية، قسم العلوم السياسية والإدارة العامة. في 15 سبتمبر 2018، بدأ تكين مهامه كرئيس لجامعة أنقرة حاجي بيرم ولي. تم تعيين تكين وزيرا للتربية الوطنية في 4 يونيو 2023، أثناء عمله كرئيس للجامعة.

## آرائه
أعرب تكين سابقًا عن آرائه بشأن التعليم المختلط، مشيرًا إلى أن "التعليم المختلط ليس مطلوبًا" في عام 2014.

## الحياة الشخصية
تكين متزوج من عائشة تكين ولديه 3 أطفال. كما أنه يتحدث الإنجليزية بشكل كافٍ.